# Mikael Granholm
Mikael Granholm är en svensk generaldirektör.
Granholm är politices magister. Efter att ha arbetat på Försvarsdepartementet, Justitiedepartementet och Finansdepartementet var Granholm förvaltningschef i Regeringskansliet tills han 1 juni 2021 utnämndes till generaldirektör för Försvarsmakten. I september 2021 blev han ledamot av Plikt- och prövningsverkets insynsråd, en funktion som utgör ett stöd till verkets generaldirektör.
1 juli 2025 tillträdde han befattningen som generaldirektör för Försvarets materielverk.. Han lämnade därmed i förtid sitt förordnande som generaldirektör för Försvarsmakten.